# 大谷元
大谷 元（おおたに はじめ、1949年12月12日 - ）は日本の農学者。農学博士。信州大学名誉教授。専門は食品科学。兵庫県出身。

## 略歴
- 1972年 信州大学農学部卒業
- 1974年 信州大学農学研究科修了
- 1976年 信州大学農学部 助手
- 1983年 東北大学 農学博士　論文の題は「牛乳β-ラクトグロブリンの抗原性に関する免疫化学的研究 」[2]。
- 1985年 信州大学農学部 助教授
- 1991年 信州大学農学部 教授
- 1991年 - 2010年 岐阜大学大学院　連合農学研究科 教授　併任
- 2001年 信州大学大学院　農学研究科独立専攻 教授
- 2014年 信州大学名誉教授

## 研究内容

### 食品科学
キーワード：機能性食品、免疫調節食品、アレルギー軽減食品、牛乳・乳製品

## 受賞
- 1981年 - 日本畜産学会研究奨励賞，牛乳β‐ラクトグロブリンの抗原性に関する研究
- 1987年 - 日本畜産学会賞，牛乳蛋白質の抗原性に関する研究
- 2005年 - 日本酪農科学会賞，ミルクたんぱく質およびその部分ペプチドの免疫調節機能に関する研究
- 2008年 - 読売農学賞，牛乳たんぱく質の免疫調節機能の探索と利用技術の開発
- 2008年 - 日本農学賞 , 牛乳たんぱく質の免疫調節機能の探索と利用技術の開発[4]
- 2009年 -  Animal Science Journal 優秀論文賞，Antigen-binding and protein G-binding abilities of immunoglobulin G in hyperimmunized cow’s milk treated under various conditions[1]
- 2010年 - 紫綬褒章[5]
- 2012年 - 日本畜産学会功労賞（西川賞）（2012年度）[6]